# Kolkiejmy
Kolkiejmy (niem. Kollkeim) – osada w Polsce, położona w województwie warmińsko-mazurskim, w powiecie kętrzyńskim, w gminie Srokowo.
W latach 1975–1998 miejscowość administracyjnie należała do województwa olsztyńskiego.

## Integralne części osady
| SIMC    | Nazwa   | Rodzaj     |
| ------- | ------- | ---------- |
| 0488728 | Wikrowo | przysiółek |

## Historia wsi
Dnia 19 czerwca 1342 wielki mistrz Ludolf König von Wattzau nadał Prusowi Tulekoyte włókę ziemi przy wsi Quolskaym (dawna nazwa Kolkiejm). W XIV wieku była to pruska wieś o powierzchni sześciu włók i pięciu służbach rycerskich.
W 1785 r. były tu cztery domy, a w 1817 pięć domów i 36 mieszkańców. W 1970 w Kolkiejmach mieszkało 89 osób.
W okresie funkcjonowania PGR Kolkiejmy jako obiekt produkcyjny należały do Zakładu Rolnego w Jegławkach.
W tej miejscowości znajduje się zespół dworski.